# Bare Knuckle Fighting Championship
ベア・ナックル・ファイティング・チャンピオンシップ（Bare Knuckle Fighting Championship、略称：BKFC）は、アメリカ合衆国のベアナックル・ボクシング団体。

## 歴史
2018年3月にワイオミング州でベアナックル・ボクシングが合法化され、同年4月に元プロボクサーのデイビッド・フェルドマンによって1989年以来アメリカ合衆国で初めて認可を受けたベアナックル・ボクシングの団体として設立された。6月2日に第1回大会として「BKFC 1」を開催。
その後、大都市のあるカリフォルニア州やフロリダ州といった州のアスレチック・コミッションでもベアナックル・ボクシングが認可され、大会を開催している。外国にも進出し、イギリス、タイ、ブルガリア、メキシコなどで大会を開催している。
2022年2月24日、TrillerがBKFCを買収。
2023年11月4日、タイで開催されたBKFCタイランド 5で、初めてベアナックル・ムエタイルールの試合が行われ、ブアカーオ・ポー.プラムックがセンチャイに判定勝ちを収めた。
2024年4月27日、コナー・マクレガーおよびマクレガーの会社「マクレガー・スポーツ・アンド・エンターテインメント」がBKFCの共同所有者となることが発表された。

## 主な出場選手

### ボクサー
- ポール・マリナッジ（プロボクシング世界2階級制覇王者）
- オースティン・トラウト（元WBA世界スーパーウェルター級王者）
- マイク・アルバラード（元WBO世界スーパーライト級王者）
- シリモンコン・シンワンチャー（世界2階級制覇王者）
- アルフレド・アングロ（元WBO世界スーパーウェルター級暫定王者）
- デマーカス・コーリー（元WBO世界スーパーライト級王者）

### 総合格闘家
- マイク・ペリー
- ジョン・ドッドソン
- ベン・ロズウェル
- アラン・ベルチャー
- ヒューストン・アレクサンダー
- ジェレミー・スティーブンス
- アルテム・ロボフ
- ペイジ・ヴァンザント
- ヘクター・ロンバード
- チアゴ・アウベス

## ルール
試合時間は2分5ラウンド（または3ラウンド）で、ボクシンググローブなどは装着せず素手で試合を行う。バンテージは、手首から手のひらにかけてまでは巻くことが認められているが、拳部分に巻くことは禁止されている。
クリンチからのパンチ（ダーティーボクシング）が認められているが、3秒以上動きがない状態でクリンチが続いた場合はレフェリーからブレイクを命じられる。

### ベアナックル・ムエタイ
蹴り、パンチ、肘、膝による攻撃は認められているが、足を払って転ばす行為は禁止されている。首相撲は動き続ければ3秒まで認められる。

## 試合場
スクエアサークルと呼ばれる、円形のリングで試合を行う。リング中央に3フィート（0.91メートル）離れた2本の線が引かれており、この2本の線は19世紀のベアナックル・ボクシングで用いられていた “ブロートンルール”に基づくもので、選手はこの線に前足を置いた状態で各ラウンドが開始される。

## テレビ放送
ブルガリアおよびアメリカのストリーミングサービスであるFITE TVによってペイ・パー・ビューで配信されていたが、2020年8月以降はDAZNで配信される。2023年2月、FITE TVのサブスクリプションサービスに含まれることが発表された。